# Attentat de Pont-sur-Seine
L'attentat de Pont-sur-Seine est une tentative d'assassinat de Charles de Gaulle, alors président de la République, par un groupuscule se réclamant de l'OAS qui a eu lieu le 8 septembre 1961 à Pont-sur-Seine, dans l'Aube. Alors que la voiture présidentielle, conduite par Francis Marroux, traverse la commune, une explosion est déclenchée manuellement à la hauteur du véhicule. L'humidité ayant diminué la puissance des explosifs et neutralisé une partie du dispositif, l'attentat ne fait aucun mort ou blessé. Ses auteurs sont condamnés à de la prison au cours d'un procès très médiatisé et qui eut lieu à Troyes moins d'un an après.
Aujourd'hui, il semble acquis que le cerveau de l'attentat, désigné par le pseudonyme « Germain », ait été Jean-Marie Bastien-Thiry, condamné à mort en 1963 et fusillé pour avoir organisé l'attentat du Petit-Clamart,.

## Contexte
Au moment de l'attentat, Charles de Gaulle est président de la République française depuis près de trois ans. En Algérie, la guerre d'indépendance, lancée en 1954, oppose l'armée française aux combattants du FLN et du MNA. 
Depuis le putsch des généraux le 23 avril 1961 et son échec, de Gaulle devient clairement l'homme à abattre, puisqu'il s'est engagé entièrement contre eux et contre l'Algérie française. Deux mouvements français anti-indépendantistes, l'OAS et le FAF, luttent contre les Algériens puis s'opposent à l'acceptation de l'indépendance de l'Algérie dans le camp français.

## Déroulement

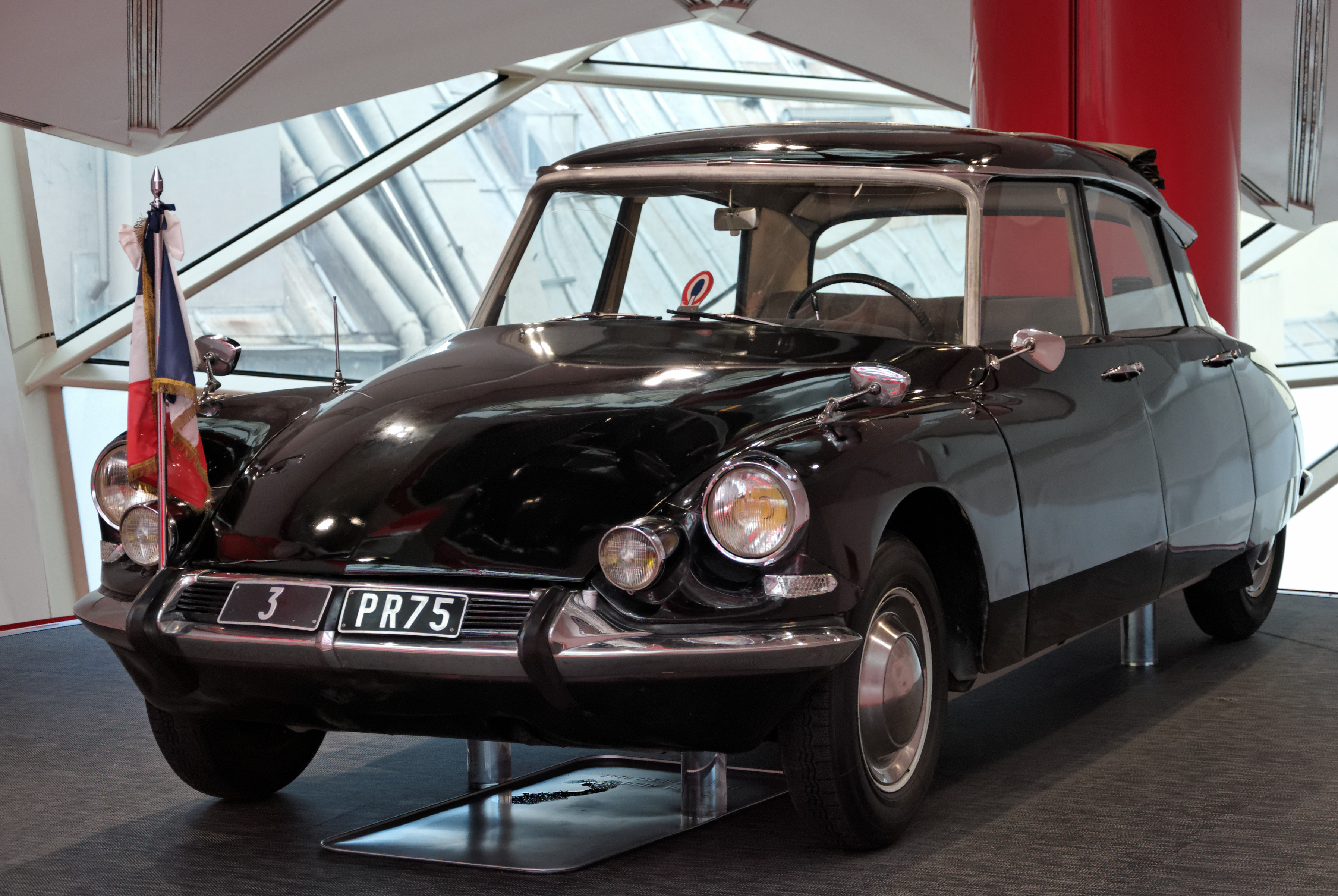
Une DS présidentielle de 1963 exposée à l'espace C42 à Paris, en 2012.

Le 8 septembre 1961, Charles de Gaulle et son épouse Yvonne se rendent de Paris à Colombey-les-Deux-Églises. Sur la ligne droite menant de Nogent-sur-Seine à Pont-sur-Seine, Francis Marroux conduit la voiture présidentielle, une Citroën DS, à la tête d'un convoi de cinq voitures qui roulent à 110 km/h. Le colonel Jean Teisseire, aide de camp, est également à bord du véhicule présidentiel.
À 21 h 35, le convoi présidentiel passe à hauteur d'un tas de sable d'où jaillit une violente explosion. Il s'agit d'un engin chargé de 40 kg de plastic et de dynamite-gomme et d'un bidon de 20 litres d'huile, d'essence et de savon en paillettes. Selon Armand Belvisi, un des auteurs de l'attentat condamné ensuite à six ans de prison, la puissance de la déflagration déporte la DS de l'autre côté de la route. Le liquide répand immédiatement « un mur de flammes » sur la chaussée. Les flammes « montaient jusqu'en haut des arbres et couraient sur toute la route », relate ultérieurement l'aide de camp. Dans cette situation, Francis Marroux accélère afin de se mettre à l'abri d'une possible rafale de mitraillette, tout en redressant la trajectoire du véhicule. Il ne s'arrête que quelques kilomètres plus loin afin que le président de la République et son épouse puissent changer de voiture et poursuivre leur trajet jusqu'à Colombey-les-Deux-Églises.

## Conséquences
Les principaux auteurs de l'attentat sont arrêtés dans les heures qui suivent : Armand Belvisi, Bernard Barbance, Jean-Marc Rouvière, Martial de Villemandy et, des mois après, Dominique Cabane de la Prade. Henry Manoury, qui se revendique comme organisateur de l'attentat, est arrêté à Longeau en novembre, sur dénonciation. Dominique Cabane de la Prade, celui qui aurait appuyé sur le détonateur lors du passage du convoi présidentiel, passe en Belgique ; il y sera arrêté en décembre 1961 et extradé en mars 1964. Tous travaillent en région parisienne dans la vente et l'assurance des voitures, notamment d'occasion, et ont fait la guerre d'Algérie.
Le 28 août 1962, leur procès s'ouvre à la cour d'assises de l'Aube, à Troyes. La défense est dirigée par Jean-Louis Tixier-Vignancour, dont on rapporte qu'il est un véhément opposant de De Gaulle. Les faits découverts au cours de l'enquête et exposés au cours des audiences démontrent que seul un dixième des quarante kilogrammes de plastic et de dynamite-gomme a explosé en raison de l'humidité accumulée au cours du dépôt à l'air libre d'une semaine à côté du tas de sable. Selon l'accusation, si la totalité des quarante kilos avait explosé, les flammes propagées par le liquide stocké dans un bidon auraient été beaucoup plus violentes. En revanche, selon les avocats de la défense, l'attentat est un simulacre d'assassinat organisé par le ministère de l'Intérieur et les services secrets et qui aurait été imputé à l'OAS pour alerter Charles de Gaulle de la dangerosité de cette organisation. Cette thèse est cependant réfutée par les différentes personnes qui auraient été impliquées et elle est abandonnée. Les accusés déclarent au cours de ce procès ne pas avoir voulu tuer le président mais s'en prendre au symbole et à son image d'invulnérabilité. Le procureur demanda la peine capitale pour un seul des accusés, Henri Manoury. Le 9 septembre, ils écopent de peines allant de dix ans d'emprisonnement jusqu'à la réclusion criminelle à perpétuité.
Ils sont incarcérés à la prison de Saint-Martin-de-Ré, avec d'autres membres de l'OAS.

## Postérité
La DS objet de cet attentat était exposée auparavant dans un musée privé au château de Montjalin, à Sauvigny-le-Bois dans l'Yonne (où le propriétaire avait rassemblé une collection de voitures présidentielles ; elle a été dispersée lors d'une vente aux enchères en février 2011). De Gaulle relate l'événement en 1970 dans ses Mémoires d'espoir, de manière « très sobre » selon Jean Lacouture :

« En métropole, bien que le ministre de l'Intérieur Roger Frey et la police déploient les plus grands efforts, se multiplient les destructions par le plastic : plus d'un millier. Ainsi de celle où le maire d'Évian, Camille Blanc, trouve la mort, ou de celle qui vise André Malraux et aveugle une petite fille. Le coup de maître est tenté, le 9 septembre 1961. Dans la nuit, au sortir de Pont-sur-Seine, sur la route qui conduit de l'Élysée à Colombey, la voiture où je me trouve avec ma femme, l'aide de camp, colonel Teisseire, et le garde Francis Marroux est tout à coup enveloppée d'une grande flamme. C'est l'explosion d'un mélange détonant destiné à faire sauter une charge de dix kilos de plastic cachée dans un tas de sable  et beaucoup plus qu'assez puissante pour anéantir « l'objectif ». Par extraordinaire, cette masse n'éclate pas. »

En 2019, Manoury retiré dans un village, déclare « ne rien regretter » de son attentat.